# Impatiens salpinx
Impatiens salpinx är en balsaminväxtart som beskrevs av Georg Martin Schulze och Launert. Impatiens salpinx ingår i släktet balsaminer, och familjen balsaminväxter. Inga underarter finns listade i Catalogue of Life.